# 白宮宴會廳
白宮宴會廳（英語：State Dining Room of the White House），指的是一間位於美國白宮內的房間，它既是華盛頓特區總統官邸的重要組成部份之一，也是國事樓層的兩個著名餐廳中比較大的那一個，主要用於招待會、午餐會、大型正式晚宴以及為外國的國家元首舉辦國宴。宴會廳最多可容納140個人，面積約為15x11米（48x36英尺）。
白宮國宴廳最初並不具備吃飯的功能，只是一間辦公室。在詹姆斯·門羅(James Monroe) 擔任美國總統期間，它首次獲得了大量家具，成為一個多功能性的房間。該房間在1800年代初期至中期，被當時美國的行政管理層翻新了數次，並於1853年裝備電燈。1877年，宴會廳西部的墻壁被拆除，其面積得到了擴大。國宴廳在1902年進行了第一次重大翻新，將其從英國維多利亞時代建築樣式的餐廳改造成一個19世紀早期的“美國貴族風”的餐廳。在宴會廳的墻壁上會掛有毛絨動物的頭像，以及高度達到白人腰部的深棕色橡木鑲板。直到1952年白宮完全重建之前，這個房間一直保持著這種濃厚的美國風裝潢。
1952年的大重建讓白宮的科技再次得到了提升，對於白宮宴會廳，設計師們延續了1902年的大部份設計理念，但也隨著時代的發展，許多貴族風格的家具被拆除，改成平易近人的家庭風。宴會廳的牆壁被漆成青瓷綠色，以塑造出溫馨的感覺。1961年至1963年的一次中型整修再次改變了這個房間，從純美國風改為了法國的帝政風格，但同時除了家具之外的其它物品則保持原樣。在整個70年代和80年代，每一任美國總統都按照自己的喜好對宴會廳進行了小幅度的修改，為了安裝最新的電腦及上網設備，在1998年和2015年對部份家具進行了翻新。目前最新一次裝修是2015年的，至今房間中的電子設備仍可流暢運行。

## 名稱
在英文裏可以直接簡稱為宴會廳（State Dining Room）。在中文裏可翻譯為白宮國宴聽、白宮晚宴廳或白宮筵席廳。

## 歷史演變

### 亞當斯政府的預留房間

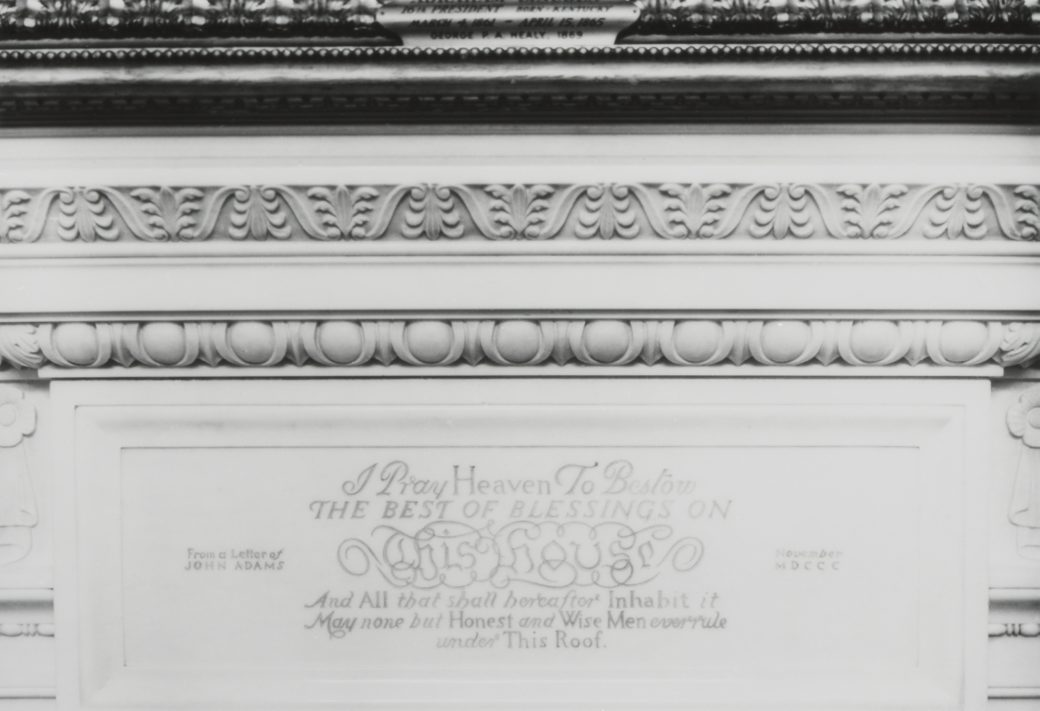
1945年，在富蘭克林·D·羅斯福 (Franklin D. Roosevelt)執政期間，約翰·亞當斯(John Adams) 的祝福被雕刻在國宴廳的壁爐架上。

現在位於白宮宴會廳北部的三分之一，原來是屬於另一個叫十字廳的空間。當時的宴會廳還很小，只有兩段樓梯（一段靠北牆，一段靠南牆）從國家樓層直接通往二樓，還有一個中央樓梯通向三樓，當時的白宮三樓還是閣樓式建築。現代主要進出宴會廳的“大樓梯”在1800年白宮被佔領時還未完工，大樓梯可能由建築師本傑明·亨利·拉特羅布 (Benjamin Henry Latrobe)於1803年或之後的幾年建成，但具體時間難以考證。大樓梯的南面是一個小房間，由霍班指定用作美國政府的內閣室或總統圖書館。
約翰亞當斯是美國總統中第一個真正住進白宮的總統。白宮對當時美國政府來說實在是太需要了，因為他們的辦公場所和住宅都離得非常遠，辦公室裏也沒有什麼像樣的家具可以用來。為了縮短通勤時間，白宮國宴廳第一次改裝，它的內部被臨時隔開。西南角成為“堤房”，民眾可以在這裡與總統會面、握手、拍照甚至打成一片，而西北角則成為白宮政府人員的公共餐廳。

### 杰斐遜辦公室
從180年到1809年，時任美國總統的托馬斯·杰斐遜 (Thomas Jefferson)將國宴廳的西南角作為他的主要辦公室。此時，房間裡的家具很少，但已經堪當大用，有一張巨大的桌子和幾把椅子。他還在房間裡放著園藝工具和各種盆栽植物，以在辦公之餘得到放鬆。地板上鋪著帆布做的地毯，房間內的色調統一漆成綠色系的，為的是放鬆和保護眼睛。在那張巨大的桌子上，整齊擺放著日曆、文件、美國地圖和地球儀；有六套紫紅色的小紅木書架用來放總統的文件和文具；三張桃木長椅子，椅子上的墊子也是綠色布料；兩個桃木的小凳子；兩根桃木的扶手毛；一個高大到天花板的書櫃；一個櫻花木的小台階，用於讓人夠得到書櫃的頂部；還有一個凸版打印機和一張大沙發。為了讓其他人能走入總統的房間和總統談話，杰斐遜將12把黑金相間的桃花木的椅子（在亞當斯執政期間購買）從餐廳搬到了辦公室，並改造成了擁有不同功能的道具。

### 轉變為宴會廳
杰斐遜的繼任者詹姆斯麥迪遜希望這個房間成為餐廳。第一夫人 多利麥迪遜與杰斐遜的建築師本傑明亨利拉特羅布合作，對國家餐廳進行了一些結構改造，這主要意味著關閉西牆上的兩扇窗戶。
房間裡放著一張至少可容納 40 人的大餐桌，四週是簡單的燈芯草底椅子。從英國Lowestoft 瓷器廠購買的 銀色服務和藍色和金色瓷器服務被用於用餐，和一個簡單的surtout de table（或“高原”）被用作核心。除了餐桌，房間裡最大的家具是一個巨大的餐具櫃。窗戶沒有窗簾，牆壁上貼了紙。喬治華盛頓、約翰亞當斯和托馬斯杰斐遜的畫作掛在牆上。華盛頓的形像是蘭斯多恩肖像的複製品，這是吉爾伯特·斯圖爾特 ( Gilbert Stuart)於 1796 年繪製的第一任總統的全長真人大小雕像。帆布地板被拆除，並鋪上地毯（一種便宜的，平織紡織品）安裝。除此之外，房間裡只有稀疏的家具。

### 引用資料
1. ↑  John Adams's blessing in 1945
2. 1 2  Phillips-Schrock 2013，第120頁.
3. ↑  Peatross et al. 2005，第93頁.
4. ↑  Harris 2002，第87頁.
5. ↑  Monkman 2000，第29頁.
6. ↑  Monkman 2000，第35頁.
7. 1 2  Buckland & Culbert-Aguilar 1994，第35頁.
8. ↑  Ross 1986，第148頁.
9. ↑  Monkman 2000，第35-36頁.
10. ↑  Monkman 2000，第29, 36頁.
11. 1 2 3  Monkman 2000，第40頁.
12. 1 2  Snow 2014，第19頁.
13. ↑  Cassidy-Geiger 2015，第240-241頁.
14. ↑  Dietz 2009，第55頁.